# 選挙の勝ち方教えます
『選挙の勝ち方教えます』（せんきょのかちかたおしえます、Our Brand Is Crisis）は、2015年にアメリカ合衆国で製作されたコメディドラマ映画。2005年のアメリカ合衆国のドキュメンタリー映画『Our Brand Is Crisis』を原作にしている。監督はデヴィッド・ゴードン・グリーン、脚本はピーター・ストローハン、主演はサンドラ・ブロックが務めた。
日本では劇場公開されず、ビデオスルーとなった。

## ストーリー
2002年のボリビア大統領選挙。その候補者の一人に雇われた選挙コンサルタントのジェーンは、6年前のとある選挙で敗戦してから「疫病神」という不名誉なあだ名で呼ばれており、その雪辱を果たそうと躍起になっていた。だが、対立候補側が雇ったコンサルタントはジェーンが苦手とするパットだった。ことあるごとにジェーンに突っかかってくるパットとやり合いながらも、彼女は順調にクライアントを当選へと近づけていく。

## キャスト
※括弧内は日本語吹替
- ジェーン・ボディーン - サンドラ・ブロック（深見梨加）
- パット・キャンディ - ビリー・ボブ・ソーントン（家中宏）
- ベン・ソーヤー - アンソニー・マッキー（福田賢二）
- ペドロ・カスティーヨ - ジョアキム・デ・アルメイダ（菅生隆之）
- ネル - アン・ダウド（すずき紀子）
- リチャード・バックリー - スクート・マクネイリー（佐々木啓夫）
- ルブランク - ゾーイ・カザン（堀井千砂）
- ヒューゴ - ドミニク・フローレス
- エディ - レイナルド・パシェコ（小林親弘）
- リヴェラ - ルイス・アルセッラ（楠見尚己）

日本語吹替その他：長島真祐、藤沼建人、稲垣拓哉、德石勝大、白川りさ、あべそういち、長谷川敦央、吉田麻実、品田美穂
日本語版制作スタッフ 演出：小山悟、翻訳：池田美、制作：ACクリエイト